# Milzlymphknoten

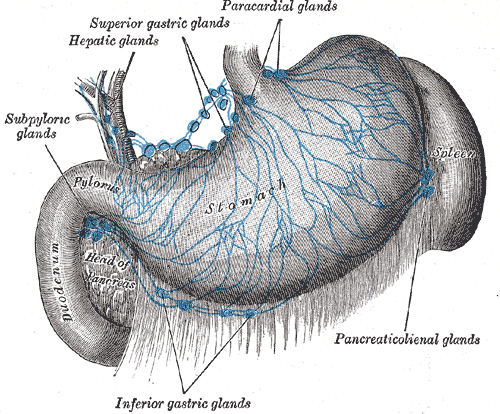
Lymphknoten der Magengegend. Die Milzlymphknoten sind rechts im Bild als „Pancreaticolienal glands“ beschriftet.

Milzlymphknoten (Nodi lymphoidei [Nll.] splenici, veraltet Nll. lienales) sind eine Gruppe von Lymphknoten, die an der Pforte der Milz (griechisch σπλήν splēn, lat. lien) liegen. Die Lymphknoten erhalten Lymphe aus der Milz und dem Magenfundus und leiten sie über die Nodi lymphoidei coeliaci oder die obere Bauchspeicheldrüsenlymphknoten ab.